# La Paz Robles
La Paz Robles is een gemeente in het Colombiaanse departement Cesar. De gemeente telt 20.596 inwoners (2005). In La Paz Robles, gelegen ongeveer 12 kilometer ten zuiden van de departementshoofdstad Valledupar, wordt veel gesmokkelde benzine uit Venezuela verkocht.

## Geboren
- Jhon Viáfara (1978), Colombiaans voetballer

- Library of Congress Control Number: nr00038053
- Système universitaire de documentation: 028076362
- Virtual International Authority File: 150529912

Aguachica · Astrea · Becerril · Bosconia · Chimichagua · Chiriguaná · Agustín Codazzi · Curumaní · El Copey · El Paso · Gamarra · González · La Gloria · La Jagua de Ibirico · La Paz Robles · Manaure · Pailitas · Pelaya · Pueblo Bello · Río de Oro · San Alberto · San Diego · San Martín · Tamalameque · Valledupar